# Сен Кроа
Сен Кроа (на английски: Saint Croix River) е 121 км дълга река, изтичаща от езерото Чипутнетикук. От езерото тя тече в югоизточна посока по границата между Ню Брънзуик и Мейн и се влива в залива Пасамакуоди. Реката е посетена за първи път от французите през 1604 г., които построяват първото европейско селище в Акадия, на остров Ил Сен Кроа, намиращ се близо до устието и. Заради неблагоприятните условия селището е напуснато и преместено на залива Фънди през 1605 г., където започва да се нарича Порт Роял.